# 李道邃
李道邃（?—?），唐朝宗室，唐高祖的曾孙，鲁王李靈夔的孙子，范阳郡王李蔼的儿子。
神龙初年，唐中宗封李道邃的哥哥李道坚为嗣鲁王，李道邃为戴国公。李道邃恭默自守，按照山东婚姻旧例，频任清列。渤海国君主大武艺不满唐朝设立黑水都督府，其弟大门艺劝谏不果，于是投唐。大武艺向唐玄宗追要大门艺，唐玄宗把大门艺派遣到安西都护府，派遣鸿胪少卿李道邃、源复通报称已流放大门艺至岭南。大武艺知道实情，上书斥言：“陛下不当以妄示天下”，其意必杀大门艺。唐玄宗以李道邃、源复以不能督察官属，致有泄漏机密，贬李道邃为曹州刺史，源复为泽州刺史。审理杨慎矜时，唐玄宗命大理卿李道邃、刑部尚书萧炅（萧隐之）、大理少卿杨璹、侍御史杨国忠、殿中侍御史卢铉一起审理。天宝年间历任大理卿、宗正卿、尚书右丞，之后去世。